# Giuseppe Gazzaniga
Pour les articles homonymes, voir Gazzaniga (homonymie).
Giuseppe Gazzaniga est un compositeur vénitien né le 5 octobre 1743 à Vérone et mort le 1er février 1818 à Crema. Membre de l'École napolitaine, il compose cinquante-et-un opéras et est considéré comme l'un des derniers compositeurs d'opera buffa.

## Biographie
Né en 1743 à Vérone, ville de la république de Venise, le jeune Gazzaniga étudie la musique à l'insu de son père qui le destinait à la carrière ecclésiastique. Grâce à quelques recommandations, il se rend à Venise où il rencontre le célèbre Nicola Porpora en transit dans la cité lagunaire durant son retour vers Naples. Il l'accompagne et devient son élève en composition au Conservatoire de Sant'Onofrio a Porta Capuana. En 1767 il est élève de Niccolò Piccinni et débute en 1768 au Teatro Nuovo de Naples avec l'intermezzo Il barone di Trocchia (en) sur un livret de Francesco Cerlone (it).
En 1770, il retourne à Venise où il est chargé de mettre en musique pour l'opéra de Vienne le livret de Lorenzo Da Ponte, Il finto cieco. Bien que le livret soit un « pasticcio » sans mérite, comme le définissait l'auteur lui-même, l'opéra remporta un succès tel qu'il connut de nombreuses représentations. Gazzaniga passe les décennies suivantes à écrire la plupart de ses opéras en Italie à l'exception de quelques voyages à Dresde, Prague et Vienne. En 1787, il écrit sur le livret de Giovanni Bertati la musique de Don Giovanni Tenorio (en) donné au Teatro San Moisè de Venise huit mois avant la représentation du Don Giovanni de Wolfgang Amadeus Mozart et Lorenzo Da Ponte dont il fut une possible inspiration. Son dernier opéra, Martino Carbonaro o sia Gli sposi fuggitivi, est donné au Teatro San Moisè de Venise in 1801. Il compose également une sinfonia et trois concertos pour piano.
En 1791, il est compositeur de la cathédrale de Crema où, en 1802, il accueille Stefano Pavesi comme élève et où il compose de nombreuses œuvres de musique sacrée, cantates, oratorios et messes. Il demeure à ce poste jusqu'à sa mort en 1818 à Crema, ville du royaume de Lombardie-Vénétie. Sa vie et son œuvre ont fait l'objet d'une étude détaillée par le critique musical allemand du XIXe siècle Friedrich Chrysander,.

## Considérations sur l'artiste
Dans ses mémoires, Lorenzo Da Ponte écrit :
« Je reçus l'ordre de directeurs de théâtre d'écrire un drame pour Gazzaniga, compositeur de quelque mérite mais d'un style plus vraiment moderne. En hâte, je choisis une comédie française intitulée L'Aveugle clairvoyant et j'en tirai en quelques jours un drame qui plût peu, tant pour les paroles que pour la musique. Une passade pour une dame de cinquante ans dérangeant l'esprit du brave homme l'empêcha de finir l'opéra à la date fixée. Je dus de ce fait caser dans le deuxième acte des pièces écrites vingt ans auparavant ; prendre des scènes de différents opéras, les siens ou ceux d'autres compositeurs ; faire à la fin un pasticcio, un guazzabuglio, qui n'avait ni queue ni tête, que l'on représenta trois fois et que l'on envoya dormir. »
Nonobstant les considérations de Da Ponte, Gazzaniga fut un compositeur talentueux et apprécié de ses contemporains. Ses œuvres, opéra lyrique ou opera buffa, comme ses oratorios et ses cantates furent appréciées non seulement en Italie mais également en Allemagne et en Angleterre,.

## Œuvre

### Opéras
Le tableau qui suit présente les opéras de Giuseppe Gazzaniga triables par genre, nom du librettiste, dates, villes et salles de la création et des principales représentations,. 
| Titre                                                     | Genre       | Librettiste                      | Date               | Ville    | Théâtre                              | Commentaire                                                                     |
| --------------------------------------------------------- | ----------- | -------------------------------- | ------------------ | -------- | ------------------------------------ | ------------------------------------------------------------------------------- |
| Il barone di Trocchia (en)                                | Intermezzo  | Cerlone, Francesco (it)          | 1768               | Naples   |                                      |                                                                                 |
| La pallacorda                                             |             |                                  | 1770               | Rome     |                                      | Attribution incertaine                                                          |
| La locanda                                                | Opera buffa | Bertati, Giovanni                | 1771               | Venise   |                                      |                                                                                 |
| Il Calandrino                                             | Opera buffa | Bertati, Giovanni                | 1771 (automne)     | Venise   | Teatro San Samuele                   |                                                                                 |
| Il Calandrino                                             | Opera buffa | Bertati, Giovanni                | 1773 (printemps)   | Bologne  | Teatro Formagliari                   | Sous le titre de L'avaro deluso                                                 |
| Il Calandrino                                             | Opera buffa | Bertati, Giovanni                | 1773 (18 octobre)  | Vienne   | Burgtheater                          |                                                                                 |
| L'isola di Alcina                                         | Opera buffa | Bertati, Giovanni                | 1772 (carnaval)    | Venise   | Teatro San Moisè                     |                                                                                 |
| L'isola di Alcina                                         | Opera buffa | Bertati, Giovanni                | 1773               | Dresde   | Opéra Moretti (de)                   | Sous le titre Die Insel der Alcina                                              |
| L'isola di Alcina                                         | Opera buffa | Bertati, Giovanni                | 1776               | Londres  | King's Theatre (Haymarket)           | Sous le titre d'Alcina                                                          |
| Ezio                                                      | Opera seria | Metastasio, Pietro               | 1772               | Venise   | Teatro San Benedetto                 |                                                                                 |
| La tomba di Merlino                                       | Opera buffa | Bertati, Giovanni                | 1772 (automne)     | Venise   | Teatro San Moisè                     |                                                                                 |
| Zon-Zon (L'inimico delle donne)                           | Opera buffa | Bertati, Giovanni                | 1773               | Milan    |                                      |                                                                                 |
| Armida                                                    | Opera seria |                                  | 1773               | Rome     |                                      |                                                                                 |
| Il matrimonio per inganno                                 | Opera buffa |                                  | 1773 (été)         | Pavie    | Teatro nuovo delli quattro Signori   |                                                                                 |
| Il ciarlatano in fiera                                    | Opera buffa | Chiari, Pietro                   | 1774 (carnaval)    | Venise   | Teatro San Moisè                     |                                                                                 |
| Le orfane svizzere                                        |             | Chiari, Pietro                   | 1774 (carnaval)    | Novare   | Teatro di casa Cavalli               |                                                                                 |
| Perseo ed Andromeda                                       | Opera seria | Cigna-Santi, Vittorio Amedeo     | 1775               | Florence |                                      |                                                                                 |
| L'isola di Calipso                                        | Opera seria | Pindemonte, Giovanni             | 1775               | Vérone   |                                      |                                                                                 |
| Il re de' Mammalucchi                                     | Opera buffa |                                  | 1775               | Prague   |                                      |                                                                                 |
| Il re de' Mammalucchi                                     | Opera buffa |                                  | 1776 (carnaval)    | Pesaro   | Teatro del Sole                      | Sous le titre de Il Mamalucco                                                   |
| Gli errori di Telemaco                                    | Opera seria | Lanfranchi-Rossi, Carlo Giuseppe | 1776 (printemps)   | Pise     | Teatro Prini                         |                                                                                 |
| La bizzarria degli umori                                  | Opera buffa |                                  | 1777 (carnaval)    | Rome     | Teatro Capranica                     |                                                                                 |
| La bizzarria degli umori                                  | Opera buffa |                                  | 1778 (printemps)   | Florence | Teatro del Cocomero                  | Avec des variantes                                                              |
| La bizzarria degli umori                                  | Opera buffa |                                  | 1777 (27 décembre) | Ferrare  | Théâtre du comte Pinamonte Bonacossa | Sous le titre de Il regno de' pazzi                                             |
| La bizzarria degli umori                                  | Opera buffa |                                  | 1778 (automne)     | Venise   | Teatro San Giovanni Grisostomo       | Sous le titre de Il re de' pazzi                                                |
| Il marchese di Verde Antico                               | Opera buffa |                                  | 1778 (janvier)     | Rome     | Teatro Capranica                     | En collaboration avec Francesco Piticchio (it) Première version de La vendemmia |
| La vendemmia                                              | Opera buffa | Bertati, Giovanni                | 1778               | Florence |                                      |                                                                                 |
| La finta folletto, o Lo spirito folletto                  | Opera buffa |                                  | 1778 (29 décembre) | Rome     | Teatro Capranica                     |                                                                                 |
| Le gelosie villane (en)                                   |             | Grandi, Tommaso                  | 1778 (novembre)    | Novarre  | Teatro di casa Cavalli               | Attribution incertaine                                                          |
| Antigono                                                  | Opera seria | Metastasio, Pietro               | 1779 (carnaval)    | Rome     | Teatro Argentina                     |                                                                                 |
| Il disertore                                              |             | Casorri, Ferdinando              | 1779 (5 avril)     | Florence | Teatro della Pergola                 | D'après L.-S. Mercier                                                           |
| Il disertore                                              |             | Casorri, Ferdinando              | 1789 (automne)     | Bologne  | Teatro Zagnoni                       | Sous le titre de Il disertore francese                                          |
| Il ritorno di Ulisse a Penelope                           | Opera seria | Moniglia, Giovanni Andrea        | 1779               | Rome     | Teatro Argentina                     |                                                                                 |
| Il ritorno di Ulisse a Penelope                           | Opera seria | Moniglia, Giovanni Andrea        | 1781 (carnaval)    | Palerme  | Teatro Santa Cecilia                 |                                                                                 |
| La viaggiatrice                                           |             | Zini, Francesco Saverio          | 1780 (printemps)   | Naples   | Teatro del Fondo                     |                                                                                 |
| Achille in Sciro                                          |             | Metastasio, Pietro               | 1780 (automne)     | Palerme  | Teatro Santa Cecilia                 |                                                                                 |
| Lo stravagante                                            | Opera buffa | Zini, Francesco Saverio          | 1781 (carnaval)    | Naples   | Teatro del Fondo                     |                                                                                 |
| L'amante per bisogno                                      |             | Lanfranchi-Rossi, Carlo Giuseppe | 1781 (carnaval)    | Venise   | Teatro San Samuele                   | « musica di un nobile Accad. Filarm. veronese »                                 |
| Antigona                                                  | Opera seria | Roccaforte, Gaetano              | 1781 (30 mai)      | Naples   | Teatro San Carlo                     |                                                                                 |
| Demofoonte                                                |             | Metastasio, Pietro               | 1782 (carnaval)    | Palerme  | Teatro Santa Cecilia                 |                                                                                 |
| Amor per oro                                              |             | Arcomeno, Cerilo                 | 1782 (automne)     | Venise   | Teatro San Samuele                   |                                                                                 |
| L'intrigo delle mogli                                     |             | Palomba, Giuseppe                | 1783 (automne)     | Naples   | Teatro del Fondo                     |                                                                                 |
| La creduta infedele                                       |             | Francesco Cerlone                | 1783 (printemps)   | Naples   | Teatro dei Fiorentini                |                                                                                 |
| La dama contadina                                         |             |                                  | 1784 (janvier)     | Rome     | Teatro Capranica                     |                                                                                 |
| La dama incognita                                         |             | Petrosellini, Giuseppe           | 1784 (11 février)  | Vienne   | Burgtheater                          |                                                                                 |
| Tullio Ostilio                                            |             | Francesco Ballani                | 1784 (carnaval)    | Rome     | Teatro Argentina                     |                                                                                 |
| Il serraglio di Osmano                                    |             | Bertati, Giovanni                | 1784 (27 décembre) | Venise   | Teatro San Moisè                     |                                                                                 |
| Il serraglio di Osmano                                    |             | Bertati, Giovanni                | 1795 (carnaval)    | Lisbonne | Teatro de São Carlos                 | Sous le titre de Il palazzo d'Osmano                                            |
| Don Giovanni Tenorio (en)                                 |             | Bertati, Giovanni                | 1786               | Venise   | Teatro San Moisè                     |                                                                                 |
| La vivandiera                                             |             |                                  | 1786 (20 mai)      | Berlin   | Théâtre de la Cour (de)              | Attribution incertaine                                                          |
| Circe                                                     |             | Domenico Perelli                 | 1786 (20 mai)      | Venise   | Teatro San Benedetto                 |                                                                                 |
| Le donne fanatiche                                        |             | Bertati, Giovanni                | 1786 (automne)     | Venise   | Teatro San Moisè                     |                                                                                 |
| Il ciarlatano in fiera                                    |             | Domenico Perelli                 | 1786 (mai)         | Venise   | Teatro San Benedetto                 | Sur un livret et une musique différents de ceux de 1774                         |
| L'amor costante                                           |             | Bertati, Giovanni                | 1786 (26 décembre) | Venise   | Teatro San Moisè                     |                                                                                 |
| L'amor costante                                           |             | Bertati, Giovanni                | 1787 (carnaval)    | Trieste  | Teatro Cesareo                       | Sous le titre de La costanza in amor rende felice                               |
| La cameriera di spirito                                   |             | Fiorio, Gaetano                  | 1787 (automne)     | Venise   | Teatro San Moisè                     |                                                                                 |
| La Didone                                                 |             | Metastasio, Pietro               | 1787 (été)         | Vicence  | Teatro Eretenio                      |                                                                                 |
| Gli Argonauti in Colco ossia La conquista del vello d'oro |             | Sografi, Antonio Simeone         | 1789 (26 décembre) | Venise   | Teatro San Samuele                   |                                                                                 |
| La schiava della China                                    |             |                                  | 1790 (carnaval)    | Ancône   | Teatro La Fenice                     |                                                                                 |
| Idomeneo                                                  |             | Sertor, Gaetano                  | 1790 (juin)        | Padoue   | Teatro Nuovo                         |                                                                                 |
| La disfatta de' Mori                                      |             | Boggio, Giandomenico             | 1791 (carnaval)    | Turin    | Teatro Regio                         |                                                                                 |
| La donna astuta                                           |             |                                  | 1793 (carnaval)    | Venise   | Teatro San Moisè                     |                                                                                 |
| Il divorzio senza matrimonio ossia La donna che non parla |             | Sertor, Gaetano                  | 1794 (5 février)   | Modène   | Teatro Rangoni                       |                                                                                 |
| La fedeltà e amore alla prova                             |             | Foppa, Giuseppe                  | 1798 (automne)     | Venise   | Teatro San Moisè                     |                                                                                 |
| Martino carbonaro ossia Gli sposi fuggitivi               |             | Foppa, Giuseppe                  | 1801 (automne)     | Venise   | Teatro San Moisè                     |                                                                                 |

### Musique sacrée
- San Mauro Abate (oratorio)
- Sansone (oratorio)
- I profeti al calvario (oratorio)
- Missa pro defunctis
- Te Deum laudamus
- Requiem
- Gloria in excelsis Deo
- Kyrie breve
- Credo
- 2 Tantum ergo
- Laetatus sum
- Salve Regina

### Musique instrumentale
- 3 concertos pour clavier
- Sinfonia pour 2 cors, 2 hautbois, 2 violons, alto et basse continue

## Enregistrement
- L'isola di Alcina – L'arte del mondo, dir. Werner Ehrhardt (2022, WDR/DHM)